# Coeloenellina
Coeloenellina is een geslacht van uitgestorven kreeftachtigen uit de klasse van de Ostracoda (mosselkreeftjes).

## Soorten
- Coeloenellina bijensis  (Rozhdestvenskaya, 1959) Coen, 1985 †
- Coeloenellina cavitata Rozhdestvenskaya, 1962 †
- Coeloenellina costulata Polenova, 1970 †
- Coeloenellina cuertenensis Becker, 1964 †
- Coeloenellina decorata Polenova, 1952 †
- Coeloenellina fabiformis (Kesling & Kilgore, 1952) Jones, 1968 †
- Coeloenellina ima Becker, 1969 †
- Coeloenellina inaequalis Polenova, 1970 †
- Coeloenellina inconstans Melnikova, 1982 †
- Coeloenellina isolateralis Polenova, 1974 †
- Coeloenellina magna Mikhailova, 1978 †
- Coeloenellina maloitchskaensis Bakharev & Kazmina, 1984 †
- Coeloenellina minima (Kummerow, 1953) Becker, 1965 †
- Coeloenellina minuta Abushik, 1971 †
- Coeloenellina mononodosa Rozhdestvenskaya, 1972 †
- Coeloenellina nova Logvin, 1972 †
- Coeloenellina optata (Polenova, 1955) Coen, 1985 †
- Coeloenellina opulenta Zenkova, 1991 †
- Coeloenellina parva Polenova, 1952 †
- Coeloenellina plicata Polenova, 1968 †
- Coeloenellina pomeranica Zbikowska, 1983 †
- Coeloenellina porosa Melnikova, 1982 †
- Coeloenellina procera Becker, 1989 †
- Coeloenellina prodigiosa Mikhailova, 1978 †
- Coeloenellina rara Kesling & Chilman, 1978 †
- Coeloenellina rectangularis Polenova, 1974 †
- Coeloenellina restricta Zenkova, 1977 †
- Coeloenellina serotina Kotschetkova, 1983 †
- Coeloenellina solita Zenkova, 1991 †
- Coeloenellina subfabiformis (Kroemmelbein, 1954) Jones, 1968 †
- Coeloenellina subtestata Polenova, 1970 †
- Coeloenellina testata (Polenova, 1955) Polenova, 1960 †
- Coeloenellina tumefacta Mikhailova, 1991 †
- Coeloenellina ultima Kotschetkova, 1983 †
- Coeloenellina vellicata Coen, 1985 †